# Kirkby Underwood
Kirkby Underwood est une paroisse civile et un village du Lincolnshire, en Angleterre.